# Samsung Galaxy Note 10

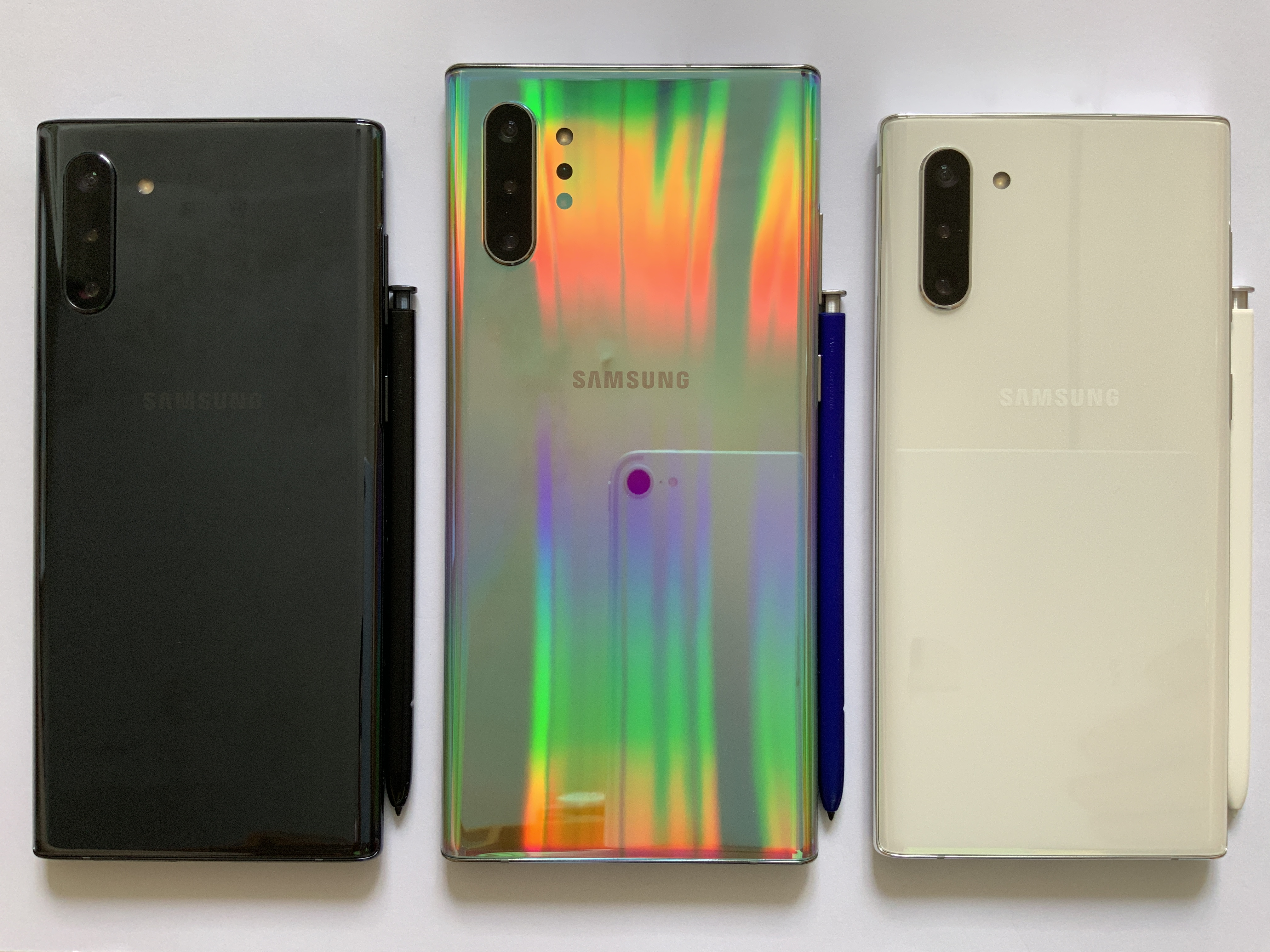
Samsung Galaxy Note 10

Samsung Galaxy Note 10 (někdy uváděno jako Samsung Galaxy Note10) je mobilní telefon (phablet) s operačním systémem Android (verze 9.0 Pie). Byl vyroben společností Samsung jako další model série Samsung Galaxy, nástupce modelu Samsung Galaxy Note 9. Do prodeje byl uveden 7. srpna 2019.

## Hardware
Série Galaxy Note 10 obsahuje čtyři modely s odlišným hardwarem. Modely Note 10 a Note 10 5G mají 6,3palcový Dynamický AMOLED displej s HD rozlišením 1080 pixelů, zatímco typy Note 10+ a Note 10+ 5G mají 6,8palcový Dynamický AMOLED displej s Full HD rozlišením. Přední (selfie) kamera se nachází v zaobleném výřezu na horní straně displeje. Všechny čtyři modely, používají ultrazvukovou čtečku otisku prstů přímo na displeji. 
Mezinárodní modely Note 10 používají systém na čip Exynos 9825, zatímco americké, jihoamerické a čínské modely používají Snapdragon 855. Modely Note 10 a Note 10 5G mají interní (vnitřní) úložiště 256 GB. Typy Note 10+ a Note 10+ 5G se vyrábí i s vnitřním úložištěm 512 GB. Note 10 a Note 10 5G obsahují baterie o kapacitě 3500 mAh a Note 10+ s Note 10+ 5G mají baterii o 800 mAh větší (4 300 mAh). Doba nabíjení je u všech mobilů série Note 10 přibližně 75 minut.
Note 10 a Note 10+ jsou první mobily ze série Note 10, kterým chybí 3.5 mm jack.

### Fotoaparát
Mobily z řady Note 10 obsahují fotoaparáty se třemi objektivy. Mobily jsou vybaveny 12megapixelovým širokoúhlým objektivem, 12megapixelovým teleobjektivem a 16megapixelovým ultra-širokoúhlým objektivem a Note 10 + s Note 10+ 5G přídavnou kamerou VGA Depth Vision, která umožňuje 3D AR mapování. Přední kamera se na všech modelech skládá z 10megapixelovou čočkou ve středu displeje.
Obě kamery umožňují nahrávání videí ve 4K rozlišení a HDR10+.
Řada Note 10 má jako první série od společnosti Samsung přední fotoaparát umístěn v rohu, podobně jako iPhony. To má následující výhody:
- Je méně pravděpodobné, že prsty budou zaclánět přednímu fotoaparátu při focení a natáčení
- Je taktéž méně pravděpodobné že se prsty objektivu během používání dotknou, tudíž se nezašpiní a není třeba ho tak často čistit
- Vnitřní obvody a hardwarové komponenty již nemusí být zabudovány kolem fotoaparátu, a proto lze omezený hardwarový prostor uvnitř zařízení využívat efektivněji
- Slouží jako další rozlišovací prvek mezi modely série Galaxy S a Galaxy Note. Dříve se daly na pohled rozlišit pouze díky méně zaobleným rohům.

### S-Pen
S-Pen také prošlo zásadními změnami oproti verzi Samsung Galaxy Note 9. Pero je pouze jeden kus a ne dva jako v předchozí verzi a podporuje pokročilejší funkci Air Action, která umožňuje ovládat telefon perem z větší dálky.

## Software

### Operační systém
Řada Note 10 je prodávána s operačním systémem Android 9.0 Pie, případně se dá aktualizovat na beta verzi Androidu 10.0.

## Galerie

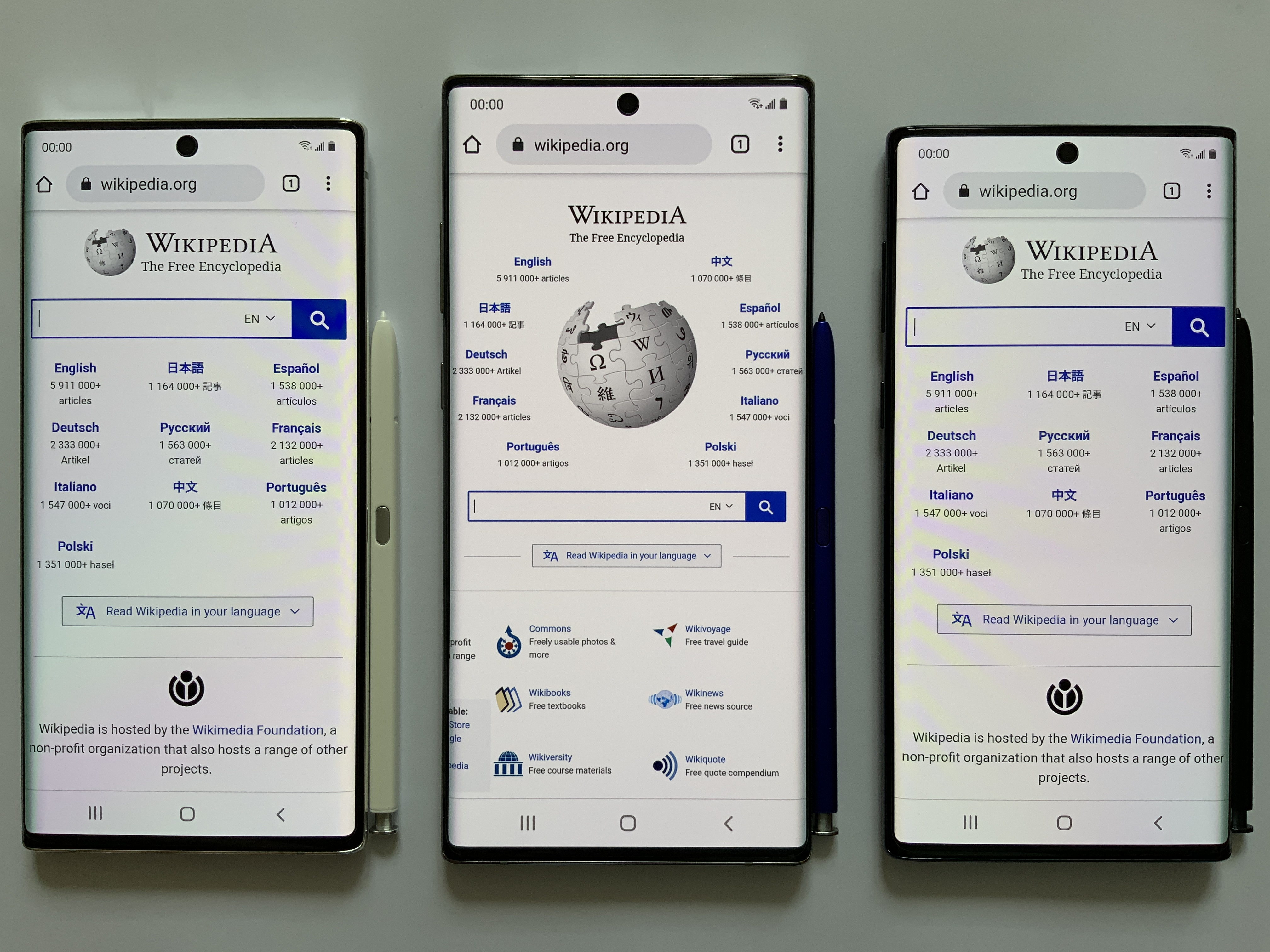
Samsung Galaxy Note s načtenou Wikipedií
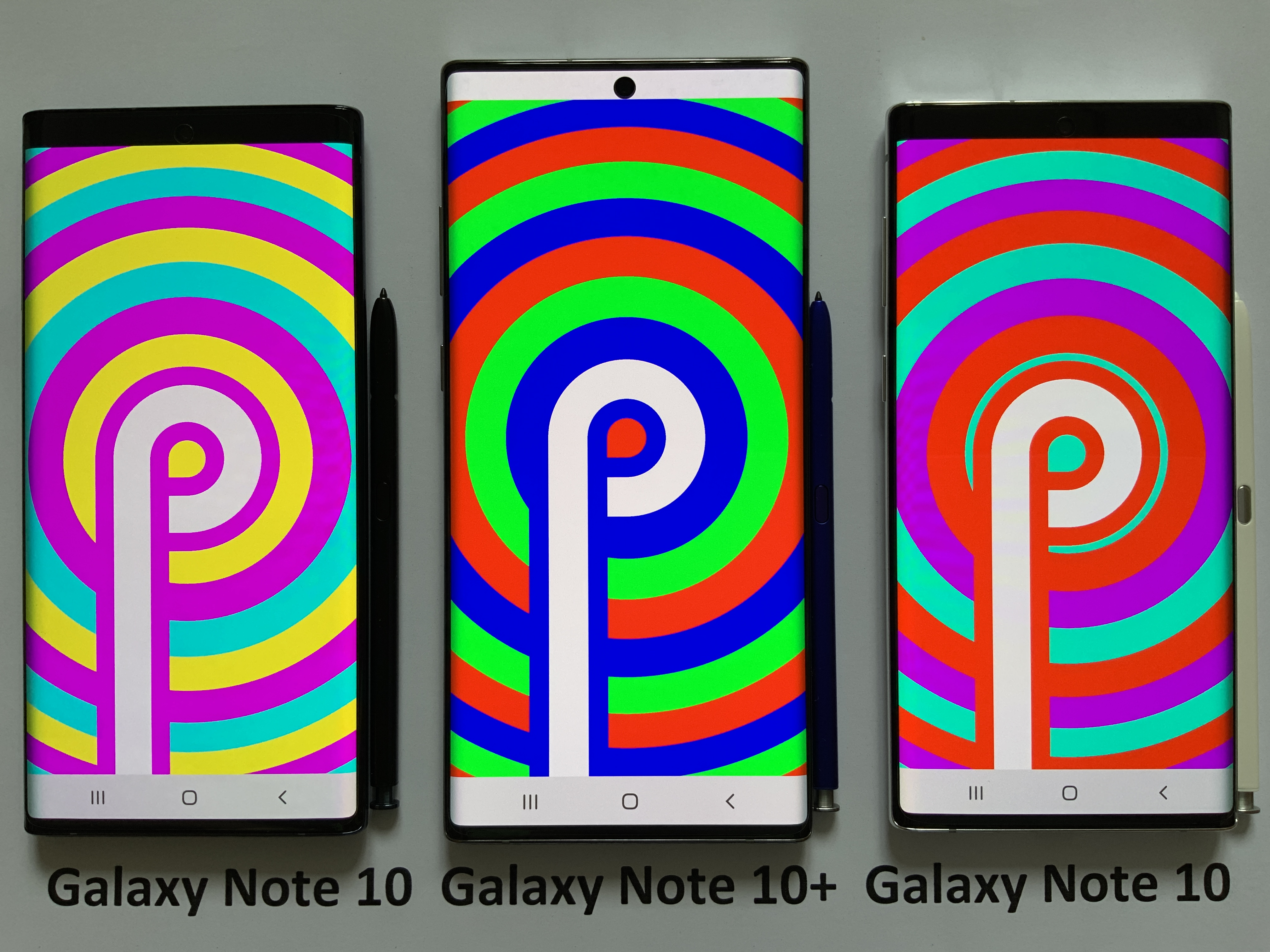
Samsung Galaxy Note 10 se zobrazeným logem operačního systému Android 9.0 Pie
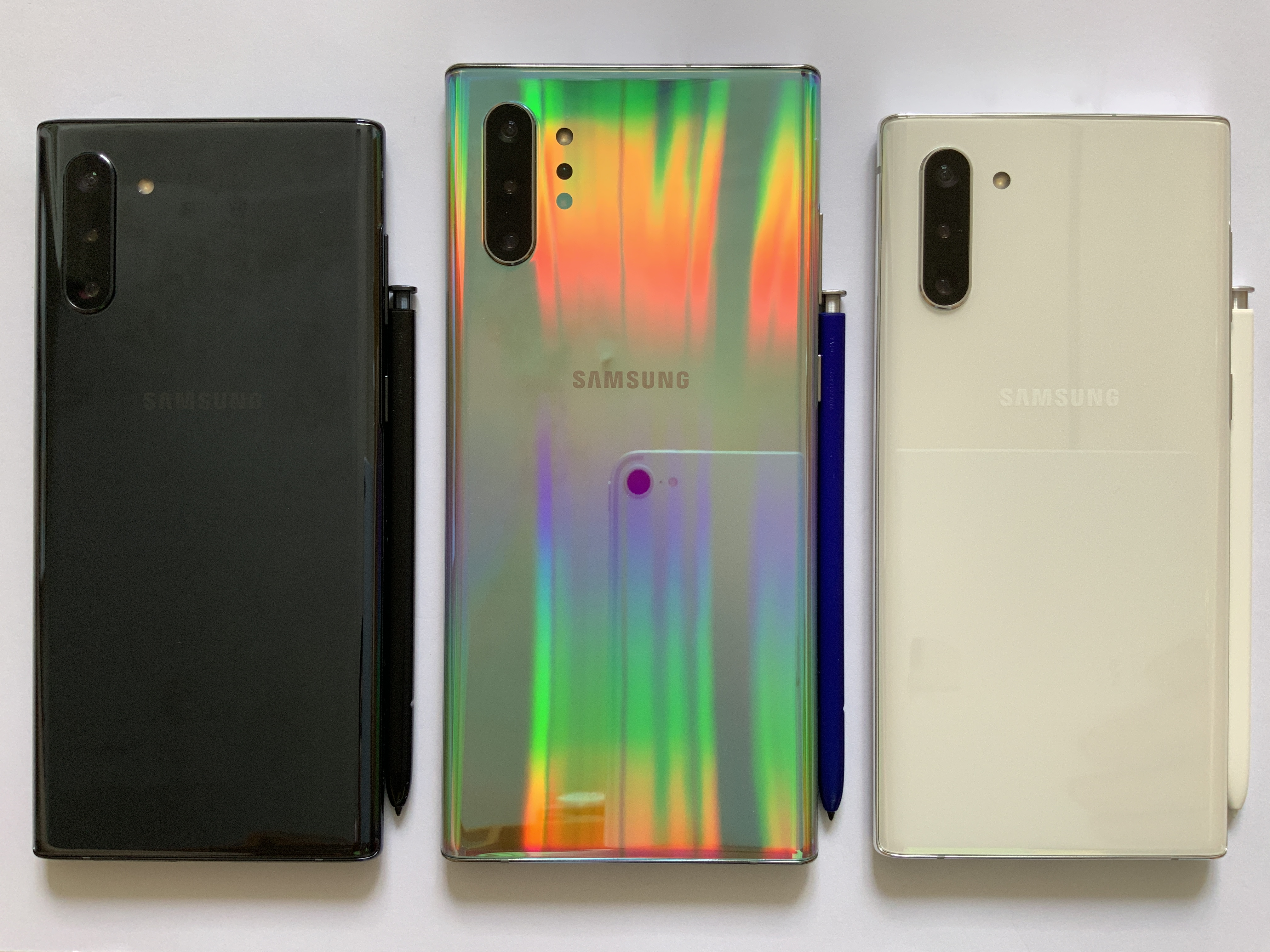
Různé designy mobilu Samsung Galaxy Note 10
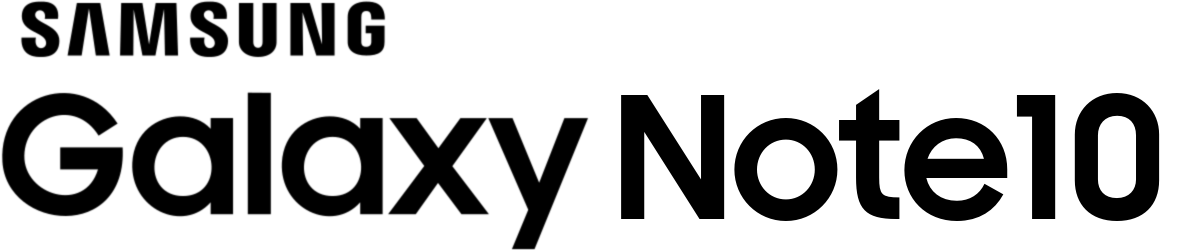
Logo modelu Samsung Galaxy Note 10
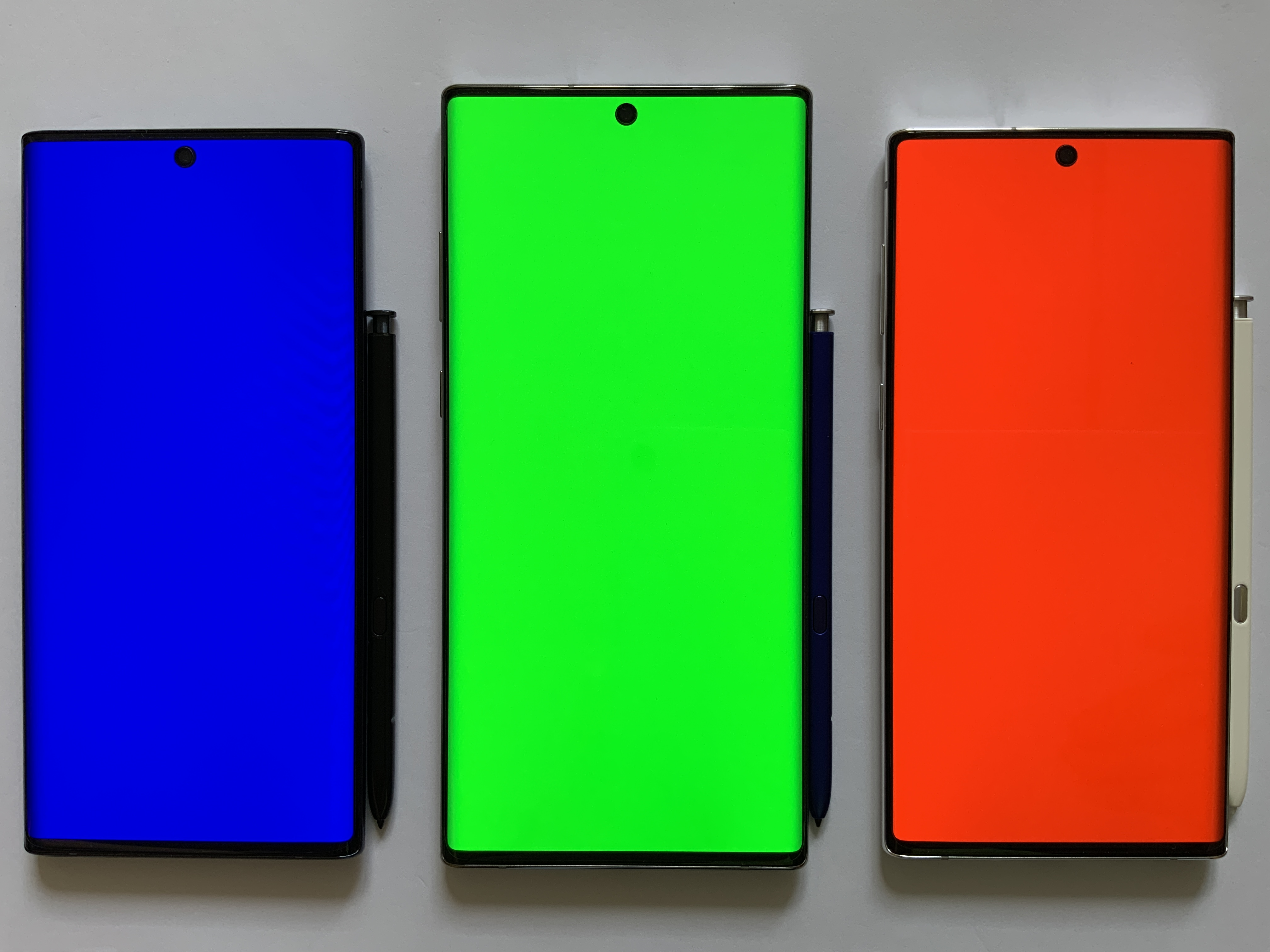
Testování AMOLED displeje u mobilu Samsung Galaxy Note 10 a 10+